# Svaneke

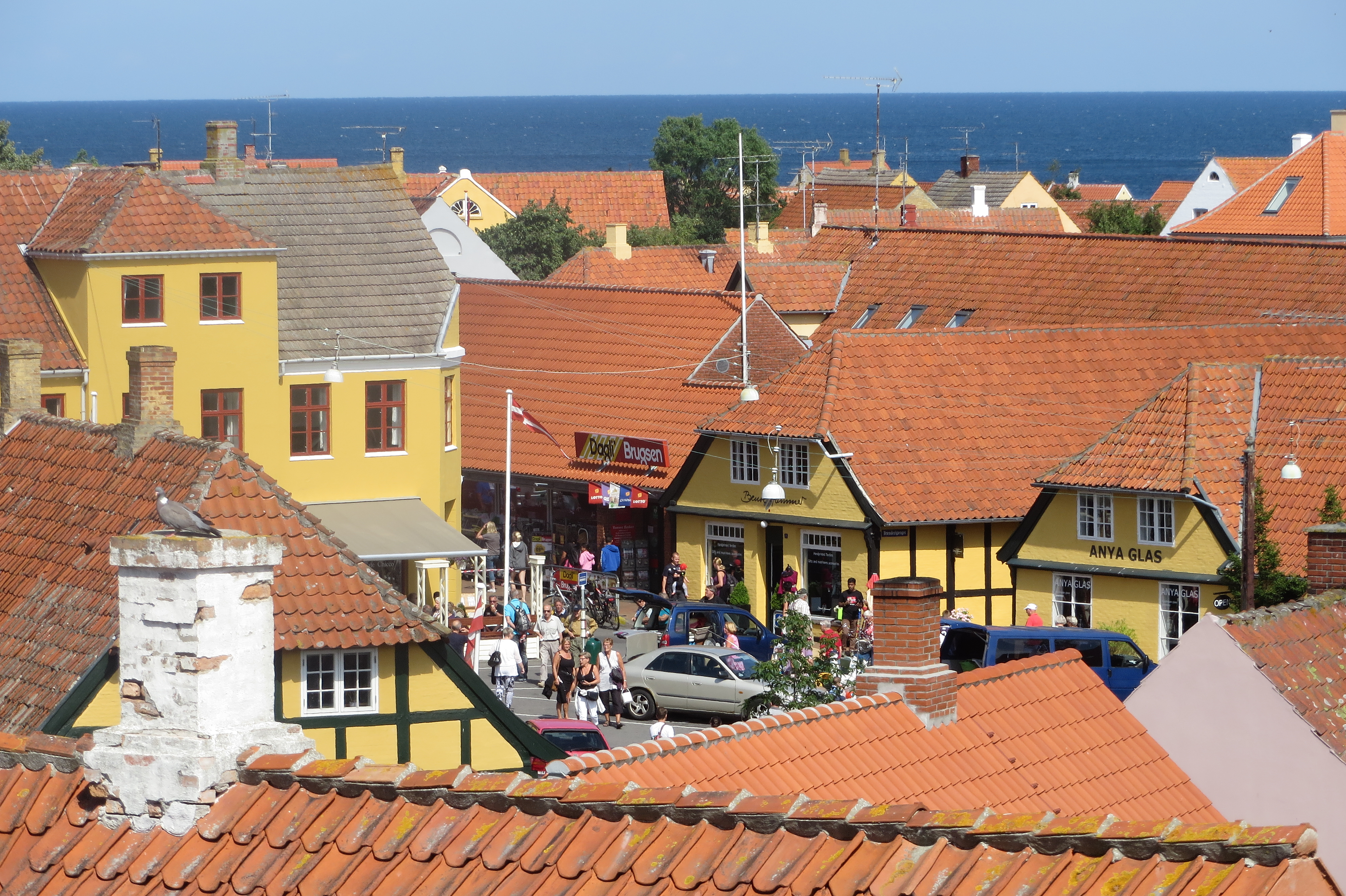
Marktplatz

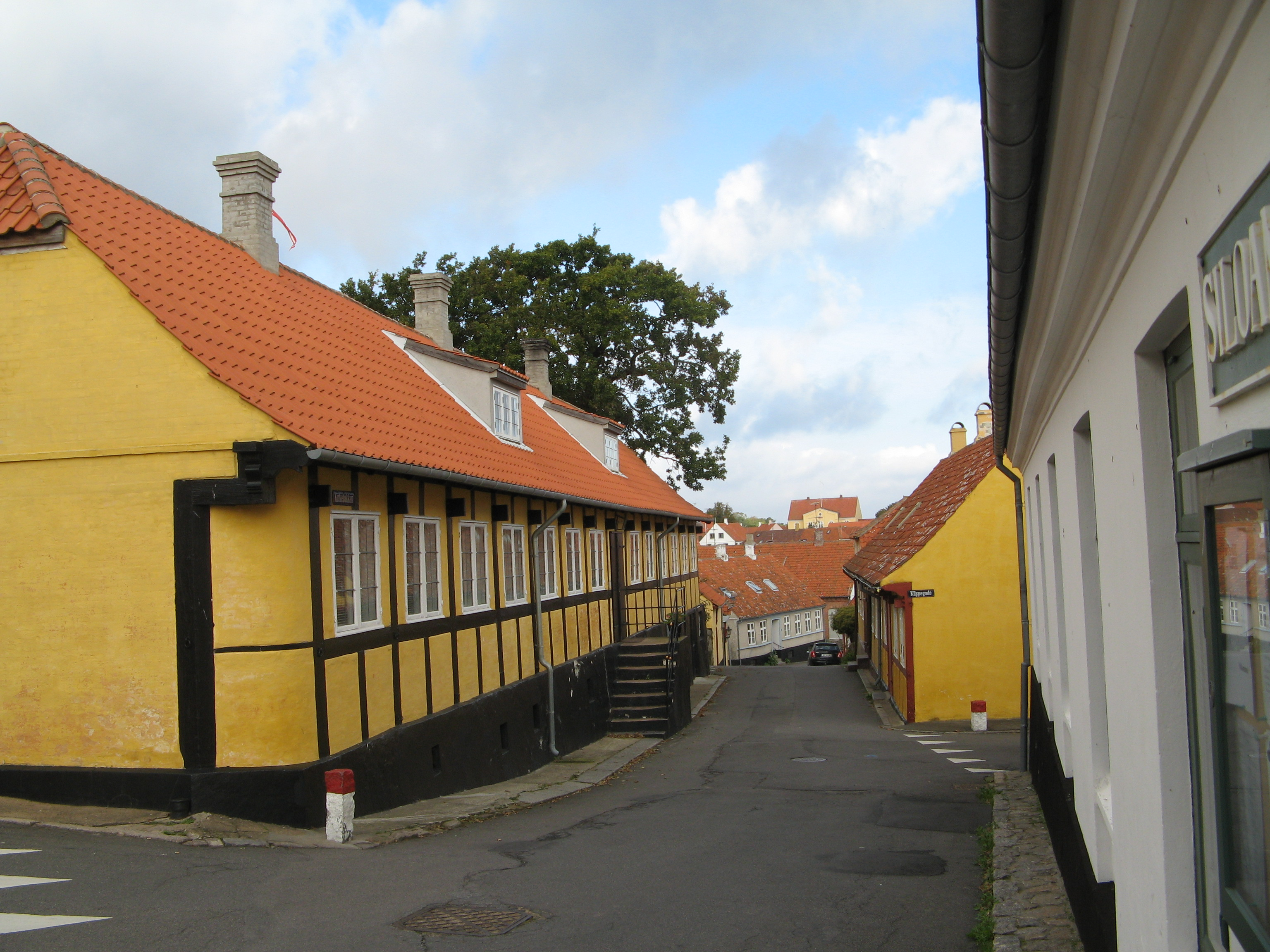
Auf dem Hausdach drei typische Bornholmer Schornsteine, Kirkebakken

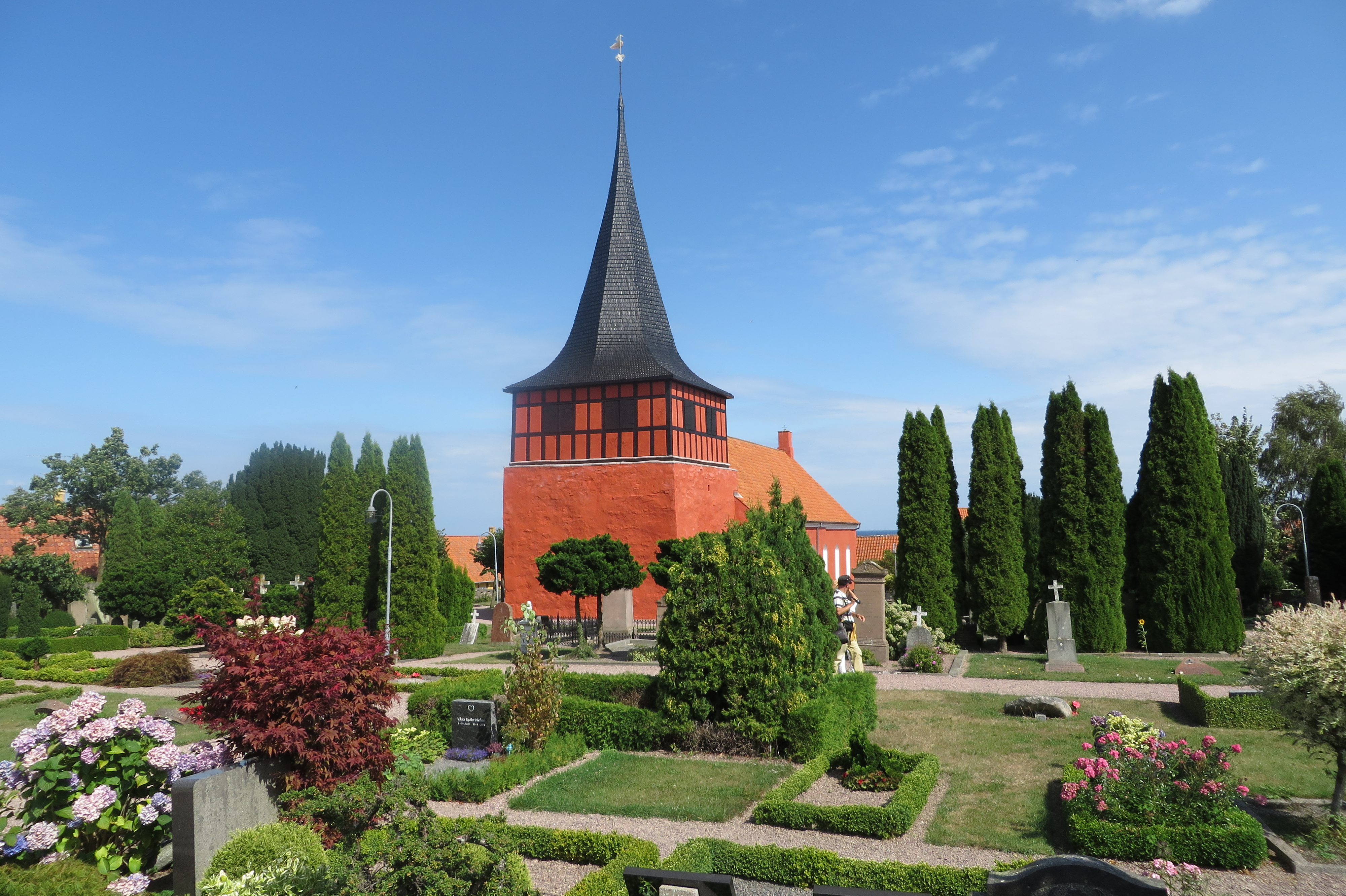
Svaneke Kirke

Svaneke ist eine Kleinstadt an der Ostseeküste, im nordöstlichen Teil der dänischen Insel Bornholm gelegen. Sie verfügt über einen zentralen Fischerei- und Jachthafen sowie zwei kleine Nebenhäfen jeweils am Stadtrand, im Norden den Vigehavn und im Süden am Leuchtturm den Hullehavn.
Aufgrund des malerischen Altstadtkerns mit Fachwerkhäusern aus dem 18. und 19. Jahrhundert ist Svaneke heute ein beliebter Touristenort.
Zur Erhaltung des historischen Ortsbildes hatte die Stadt bereits 1940 eine sehr restriktive Bauordnung erlassen und schützenswerte Häuser erfasst. 1969 gab das Nationalmuseum einen Bewahrungsplan für Svaneke heraus. Für die Bewahrung ihres ursprünglichen Charakters wurde die Stadt Svaneke 1975 mit der Goldmedaille des Europäischen Rats ausgezeichnet.
Die Stadt beherbergt ein vielfältiges Kultur- und Kunstleben: Kunstmaler, Keramiker und Glasbläser leben und arbeiten hier. Es gibt eine Fischräucherei, die Bonbonfabrik Svaneke Bolcher und Karamellbonbons von Karamelleriet. Seit 1750 wird in Svaneke (mit einer kurzen Unterbrechung) Bier gebraut. Die jetzige Brauerei Svaneke Bryghus eröffnete im Jahr 2000 als eine von Dänemarks ersten Mikrobrauereien.

## Geschichte
Svaneke existierte wahrscheinlich schon zur Zeit Waldemars im 12. Jahrhundert als Fischerdorf. 1555 wurde Svaneke als eine der kleinsten Kaufmannsstädte Dänemarks gegründet. Der Status als Kaufmannsstadt hat die Stadt stark geprägt, wie man im Gebiet um Hafen und Markt sehen kann, wo Kaufleute große Gebäude errichteten. Die Stadt wurde im Mittelalter häufig von hanseatischen Kaufleuten besucht, insbesondere zur Zeit des Heringsfangs zwischen August und Oktober. Entlang der Küste, im Bereich des Hullehavns, hatten die Kaufleute ihre Buden und Lager- und Wohnplätze errichtet. (Hinweistafeln am Ort weisen auf diese Plätze noch hin.)
Um noch mehr Handel in die Stadt zu bringen, wurde der Hafen von Svaneke ausgebaut. Durch die Sturmflut von 1872 (viele Schiffe zerschellten an der Bornholmer Felsenküste) wurde der Hafen so schwer beschädigt, dass man ihn fast vollständig neu aufbauen musste. Man entschied sich, den Hafen so auszuweiten, dass dort nun auch größere Dampfschiffe anlegen konnten.
Johan Nicolai Madvig erhielt 1873 aufgrund seiner Verdienste um die Reform der dänischen Schulen die Ehrenbürgerschaft seiner Geburtsstadt Svaneke. Ein Jahr später wurde eine Büste von ihm in der Storegarde aufgestellt.
Er war dänischer Kultusminister, Präsident der Zweiten Kammer und zwischen 1855 und 1879 mehrfach Rektor der Universität Kopenhagen.
Die Stadt hatte nur kleinere Industrieanlagen, wie Sägewerke, Brauereien und Gerbereien. 1953 wurde eine Fischfabrik gegründet.
An der Entwicklung der Bahnen der Bornholmske Jernbaner nahm Svaneke nicht teil, die Stadt erhielt keinen Anschluss. Heute führt die nationale dänische Radroute Bornholm Rundt (N 10) durch Svaneke.
Der Hallebrøndshøj (auch Grisby Hallebrøndshøj) liegt westlich von Grisby bei Svaneke und ist eine Megalithanlage.

## Bauwerke
Die gut erhaltenen Fachwerkhäuser der Stadt ähneln sich in ihren Grundstrukturen, der eingeschossigen Bauweise mit Sattel- oder Halbwalmdach, den Fachwerkstrukturen und einem schwarz geteerten Felssteinfundament, das die Schräglage des abschüssigen Stadtgeländes ausgleicht. Ist der Höhenunterschied groß genug, dann verfügt das Haus noch über einen Kellerraum. Die Länge der Häuser wird durch die Anzahl der Fächer des Fachwerks bestimmt, wobei jedes Fach ein Fenster sowie – in der Regel in der Mitte des Hauses – die Eingangstür enthält. Große Häuser, wie das in der Kirkebakken Nr. 6 (Baujahr 1834), haben 15 Fächer, die kleinen Häuser 5 Fächer. Zur Ausmauerung der Fächer wurde bis ins 19. Jahrhundert Lehm bzw. Lehmsteine verwendet. Die Verlehmung war Frauenarbeit, die die Wände, ca. 6 bis 7 Zoll dick, gleichmäßig anfertigten. Die Fertigstellung des Hauses wurde in zwei Abschnitten gefeiert, dem Richtfest, wenn das Holzskelett, und das Lehmfest, wenn die Verlehmung abgeschlossen war. Der Anstrich der Häuser ist typischerweise gelb oder im sogenannten „Bornholmer Rot“. Durch die restriktive Bauordnung der Stadt sind die Häuser weitgehend in ihrer ursprünglichen Form erhalten geblieben, lediglich kleingehaltene Dachgauben wurden zur besseren Nutzung der Dachräume erlaubt.
Die Svaneke Kirke – im „Bornholmer Rot“ gestrichen – liegt am Stadtrand, unweit vom Stadtzentrum. Auf dem die Kirche umgebenden Friedhof sind eine Vielzahl historischer Grabsteine zu sehen. Die Kirche, ein spätgotischer Bau, hat im Vergleich zu den anderen Bornholmer Kirchen einen ungewöhnlich spitzen Turm, der auf der Spitze das Wappentier von Svaneke, einen goldenen Schwan trägt. Die Kirche wurde in den zurückliegenden Jahrhunderten mehrfach umgebaut. Die ältesten Teile werden auf das Jahr 1300 geschätzt, 1569 wird die Svaneke Kapel erstmals erwähnt. Der Bau der Turmspitze wird auf 1789 datiert. Auch das alte Kirchenschiff wurde 1837 abgerissen und durch ein verlängertes Bauwerk ersetzt. Das im Kirchenraum angehängte Schiffsmodell ist typisch für Bornholmer Kirchen und zeigt die starke Verbundenheit der Bevölkerung mit der Seefahrt.
In der Nähe des Hafens befindet sich die Fischräucherei, deren signifikante fünf Schlote das Wahrzeichen von Svaneke bilden. Hier liegen auch die alten Schanzen, auf denen noch Kanonen positioniert sind. Beim Angriff der Engländer auf die Küstenstädte der Insel (infolge der Seeschlacht von Kopenhagen von 1801) kamen sie jedoch nicht zum Einsatz. Die Wache von 1841 diente auch als Munitionslager.
Im Süden der Stadt, in der Nähe des Hullehavn, steht der 18 Meter hohe Leuchtturm von 1918. Zuvor war es entlang der felsigen Bornholmer Küste zu einer Reihe von Schiffsunglücken gekommen. 2010 wurde der Betrieb des Leuchtturms eingestellt, und er wurde zum Verkauf angeboten.
Im nördlichen Stadtteil überragt der aus Stahlbeton in Form einer Dreieckspyramide errichtete Wasserturm – einem großen Seezeichen gleich – die Dächer der Stadt. Der modernistische Bau wurde 1952 von dem dänischen Architekten Jørn Utzon entworfen.
In Svaneke gibt es drei Windmühlen. Im Nordwesten an der Straße nach Listed steht die Bockwindmühle Bechs Mølle von 1629. Im Westen der Ortslage wurde 1856/57 die Holländerwindmühle Svanemøllen errichtet. Ihr Baumeister war Christian Sommer, der 1861 eine weitere Holländerwindmühle, die Kuremøllen, für sich errichtete. Sie steht knapp drei Kilometer außerhalb Svanekes an der Straße nach Østermarie.

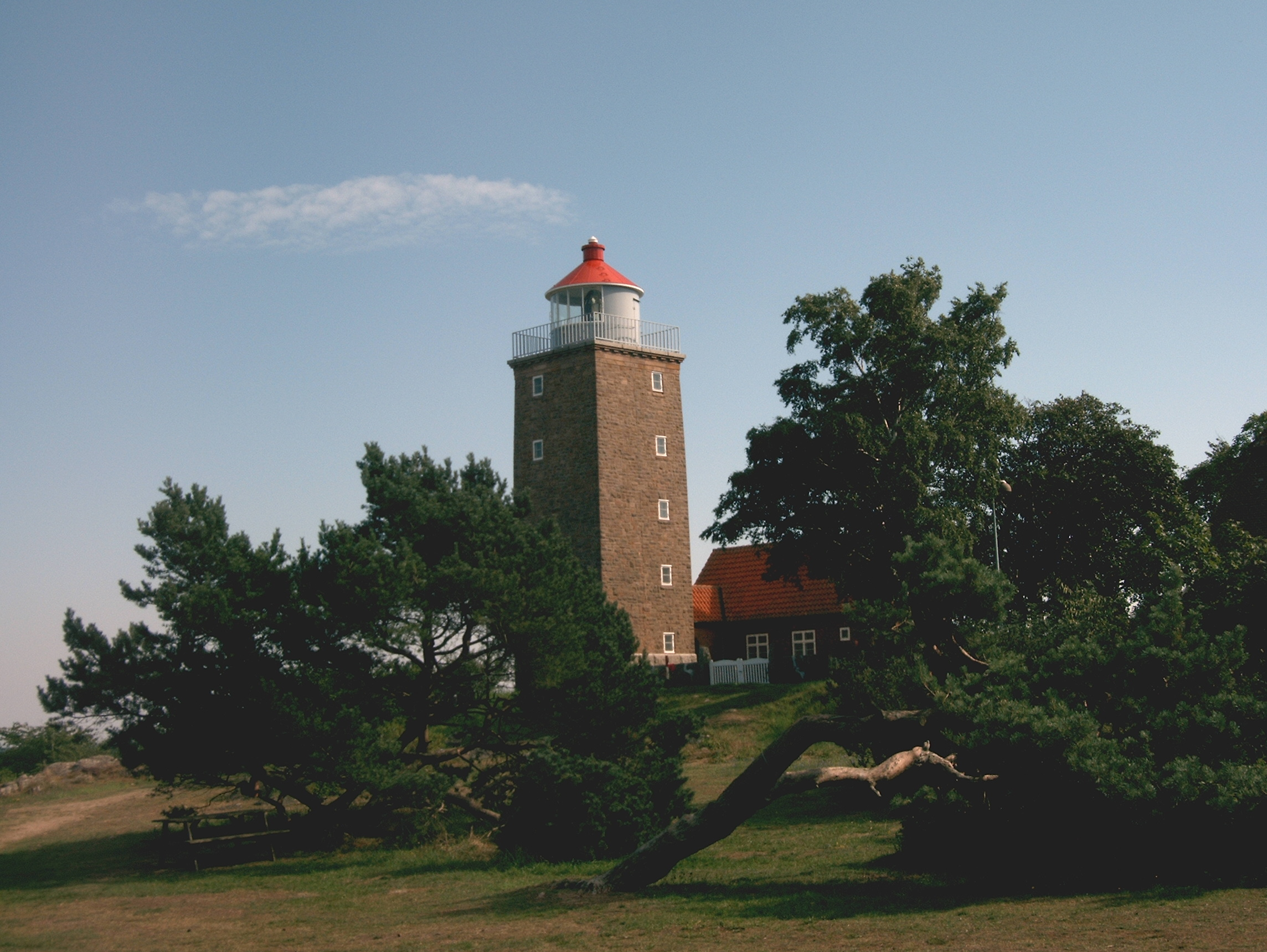
Leuchtturm Svaneke
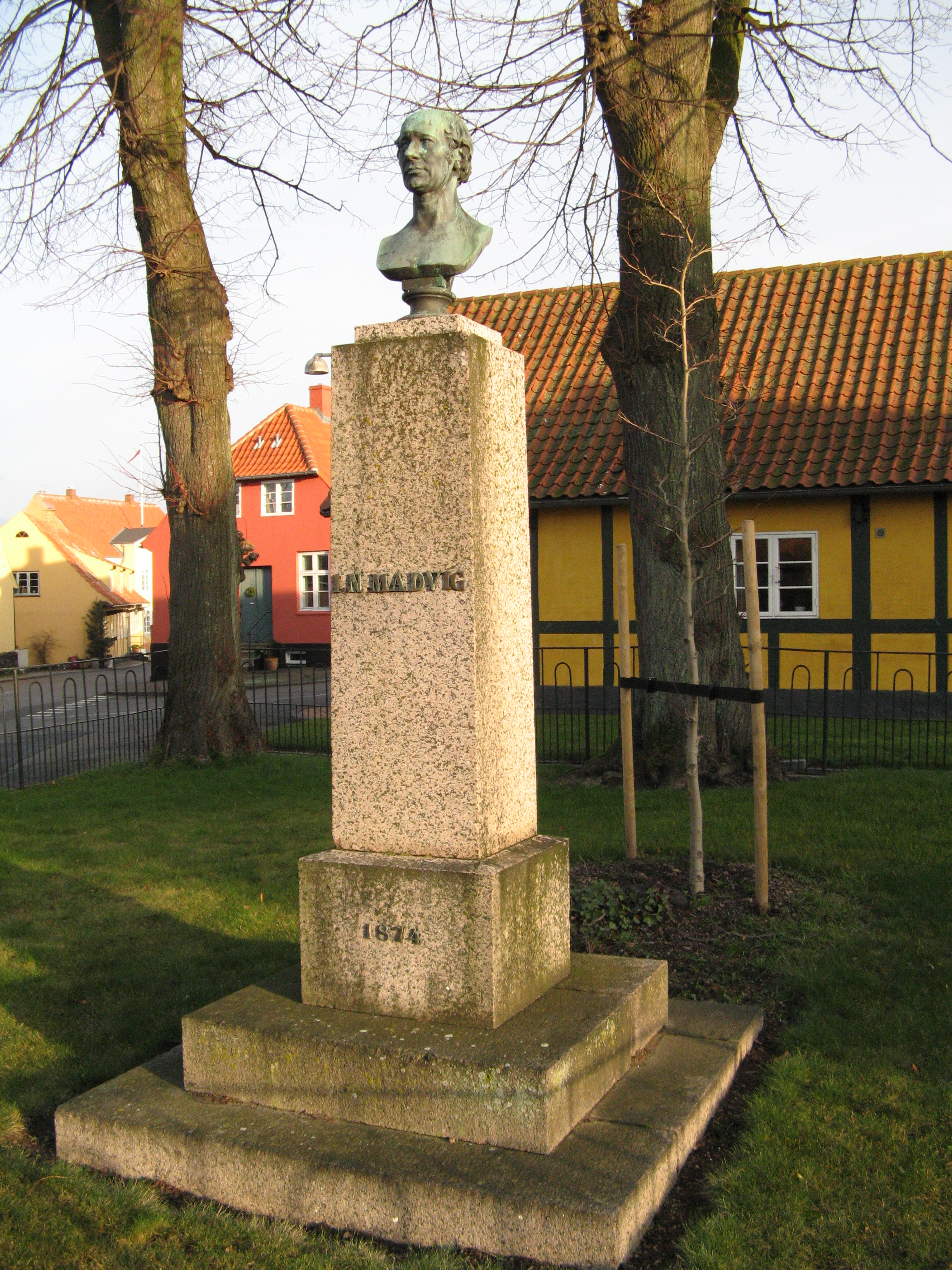
Denkmal für Johan Nicolai Madvig
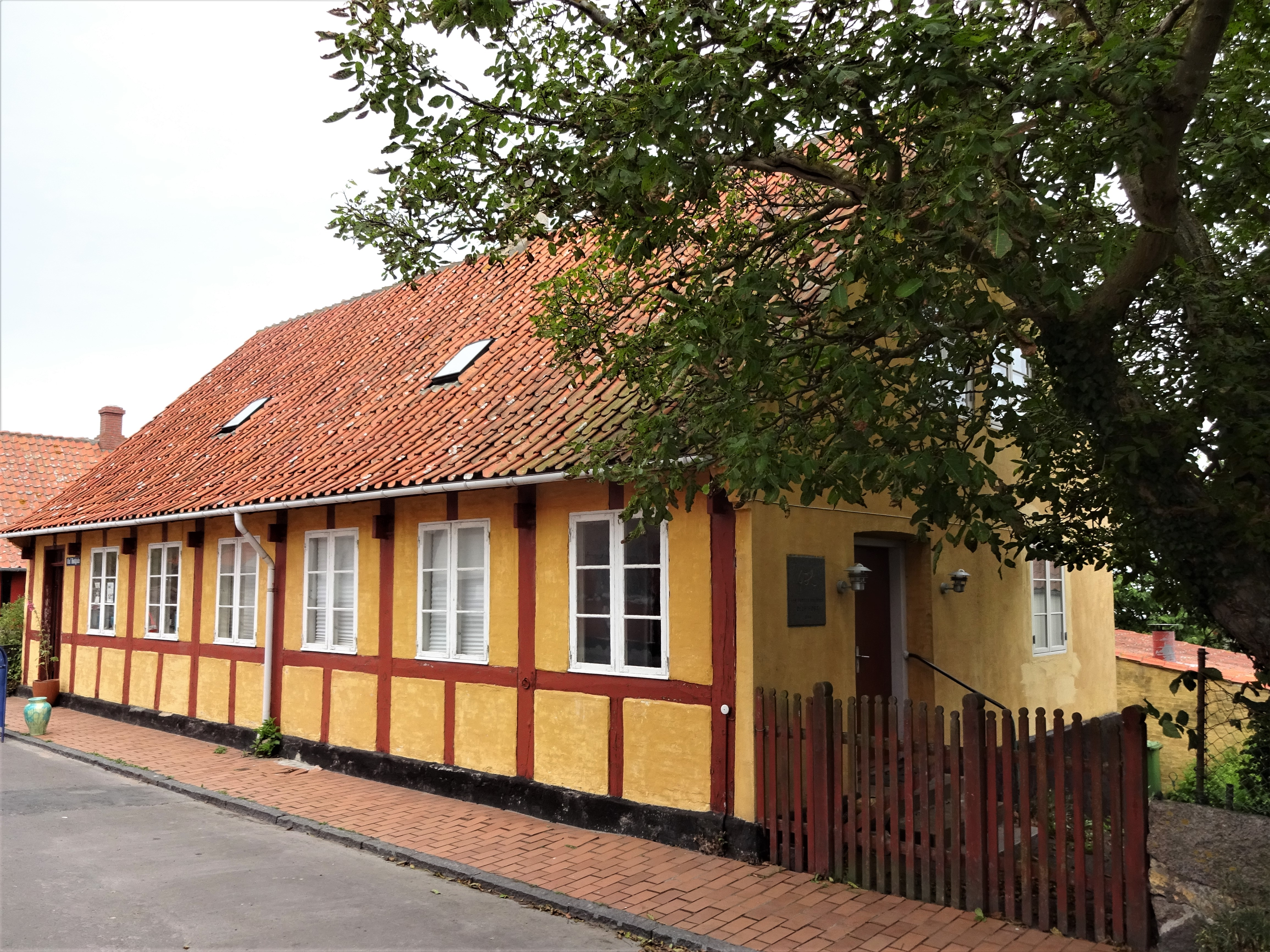
Geburtshaus des Malers Oluf Høst in Svaneke
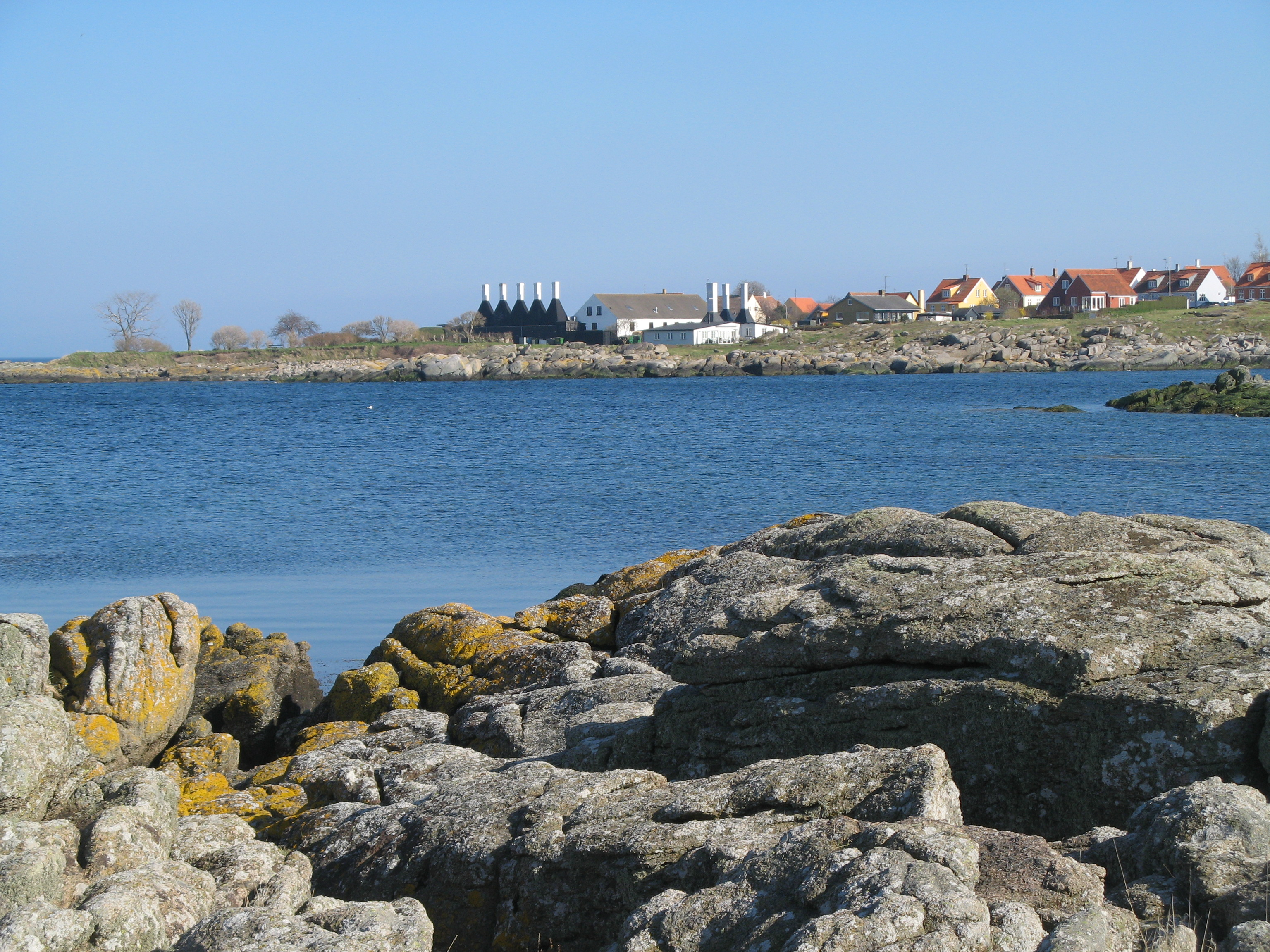
Räucherei am Hafen
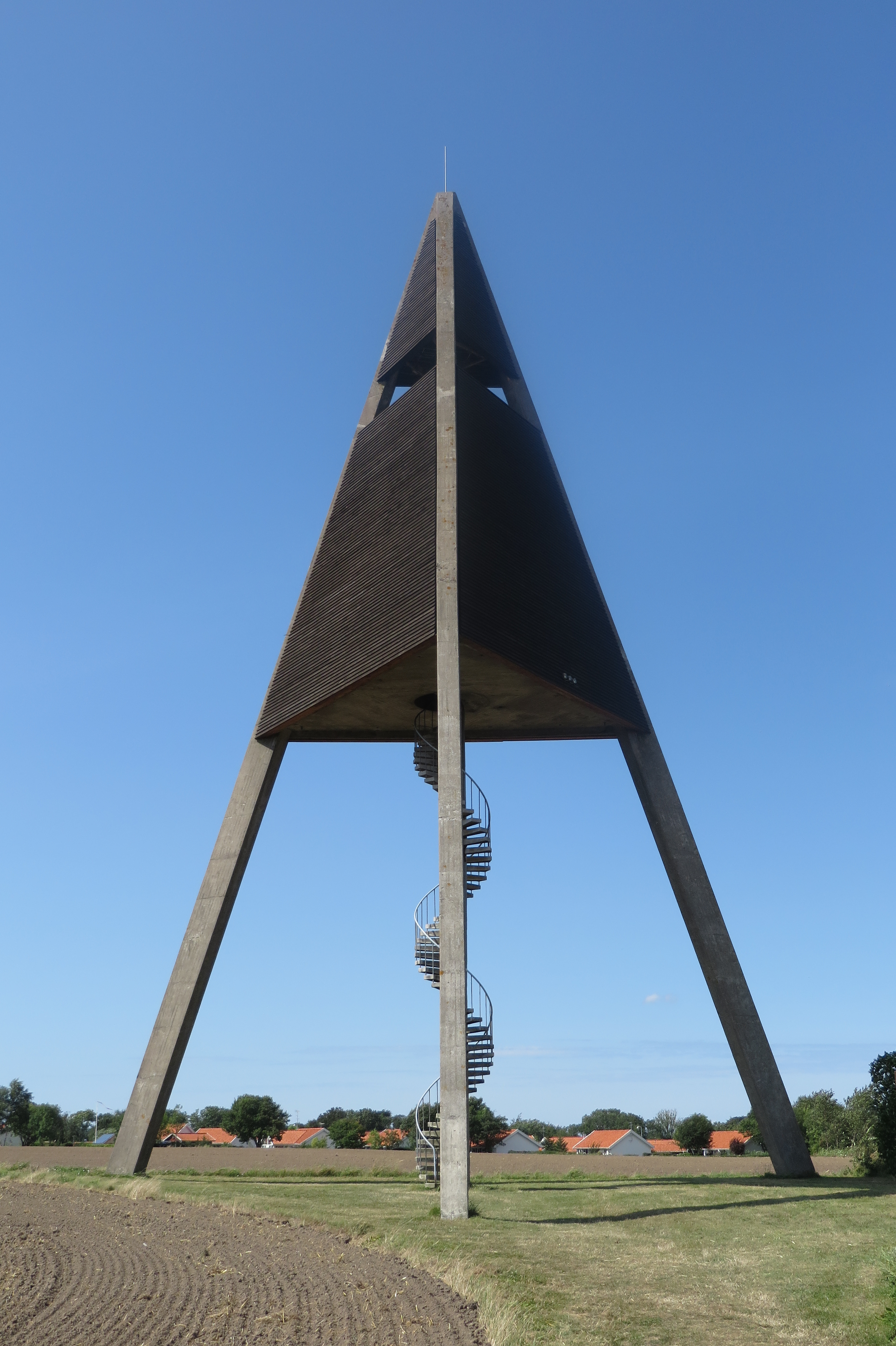
Wasserturm
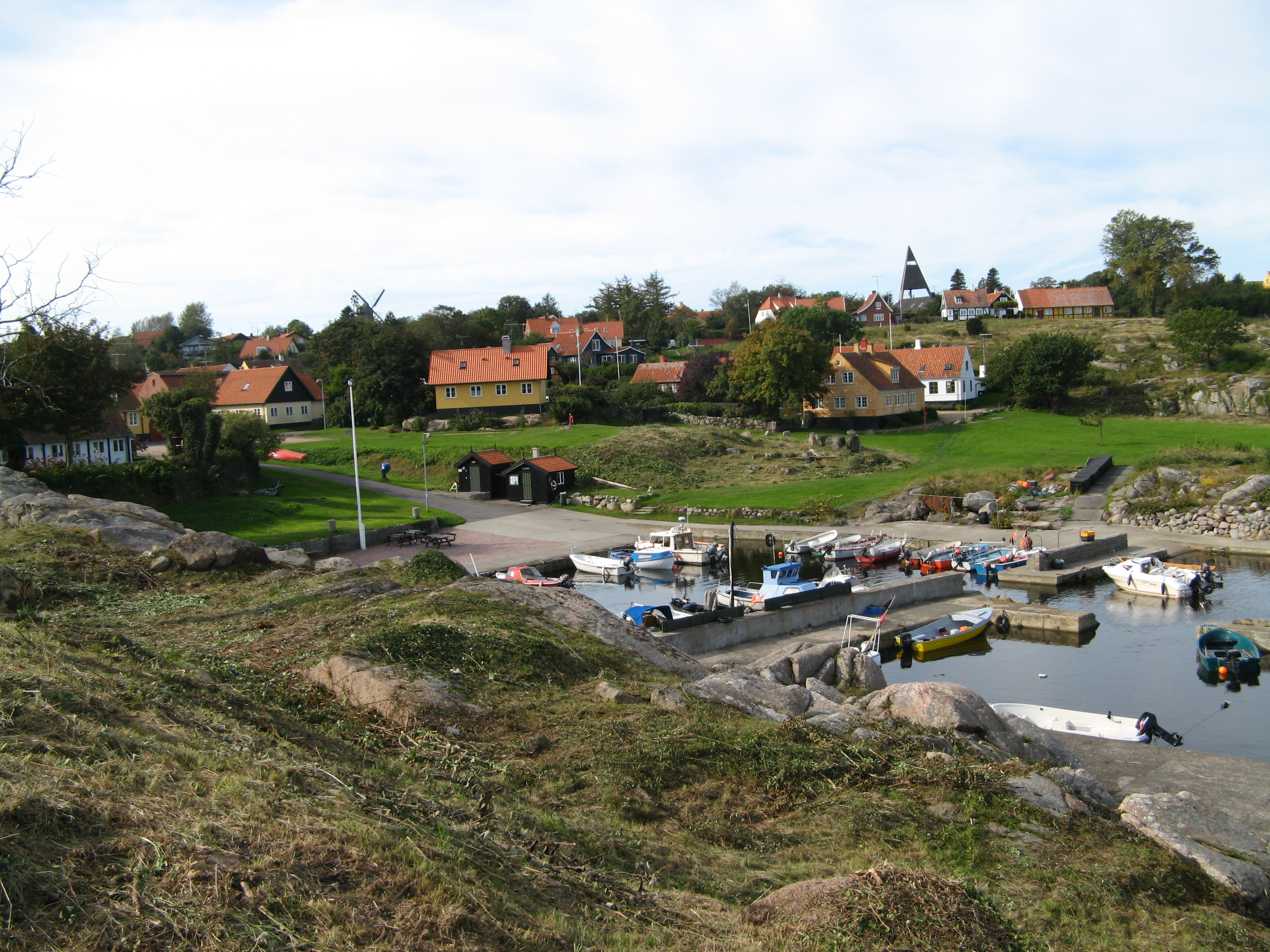
Vigehavn, im Hintergrund Svanemøllen und Wasserturm
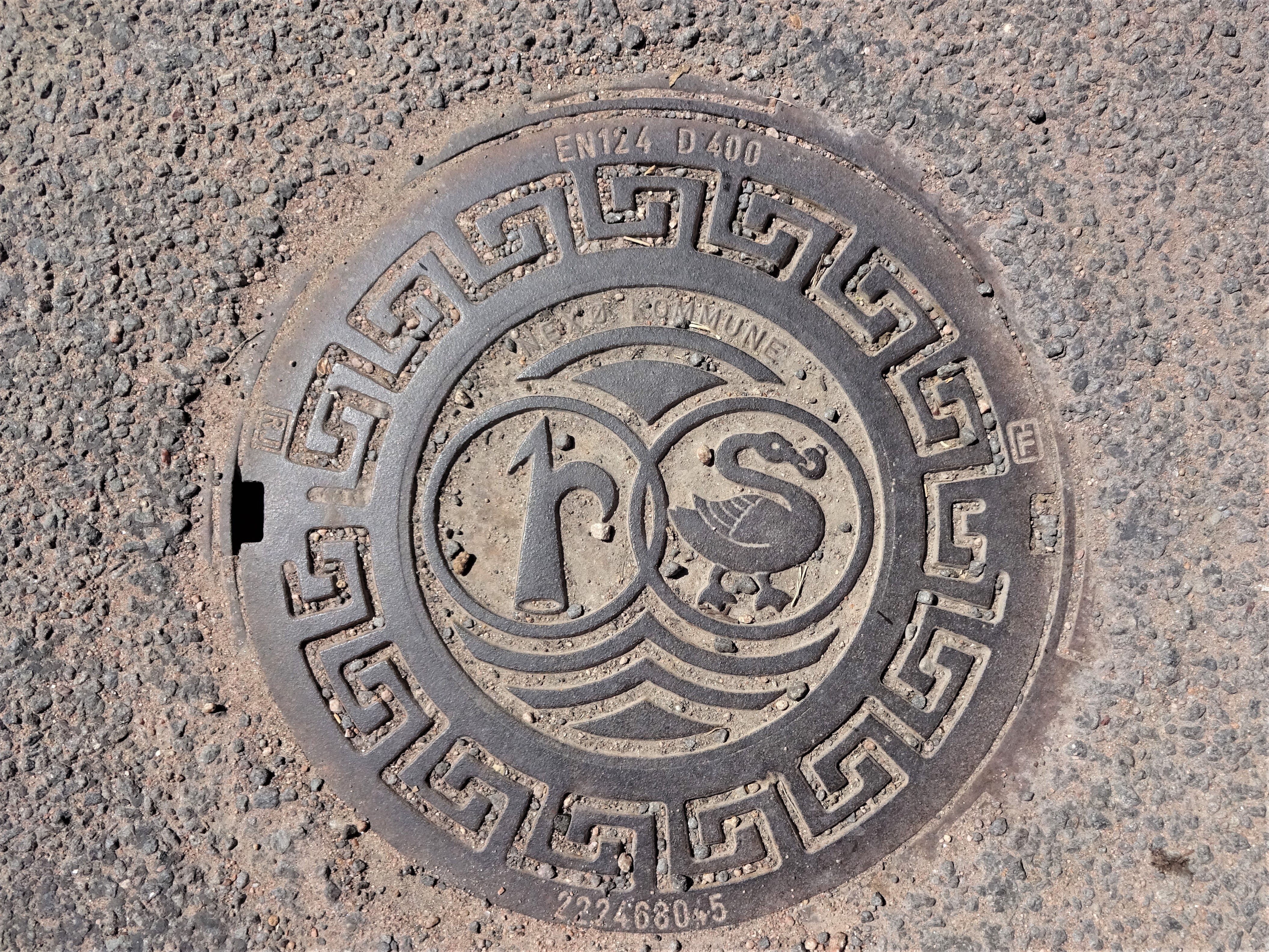
Kanaldeckel in Svaneke mit Schwan und Fischhaken
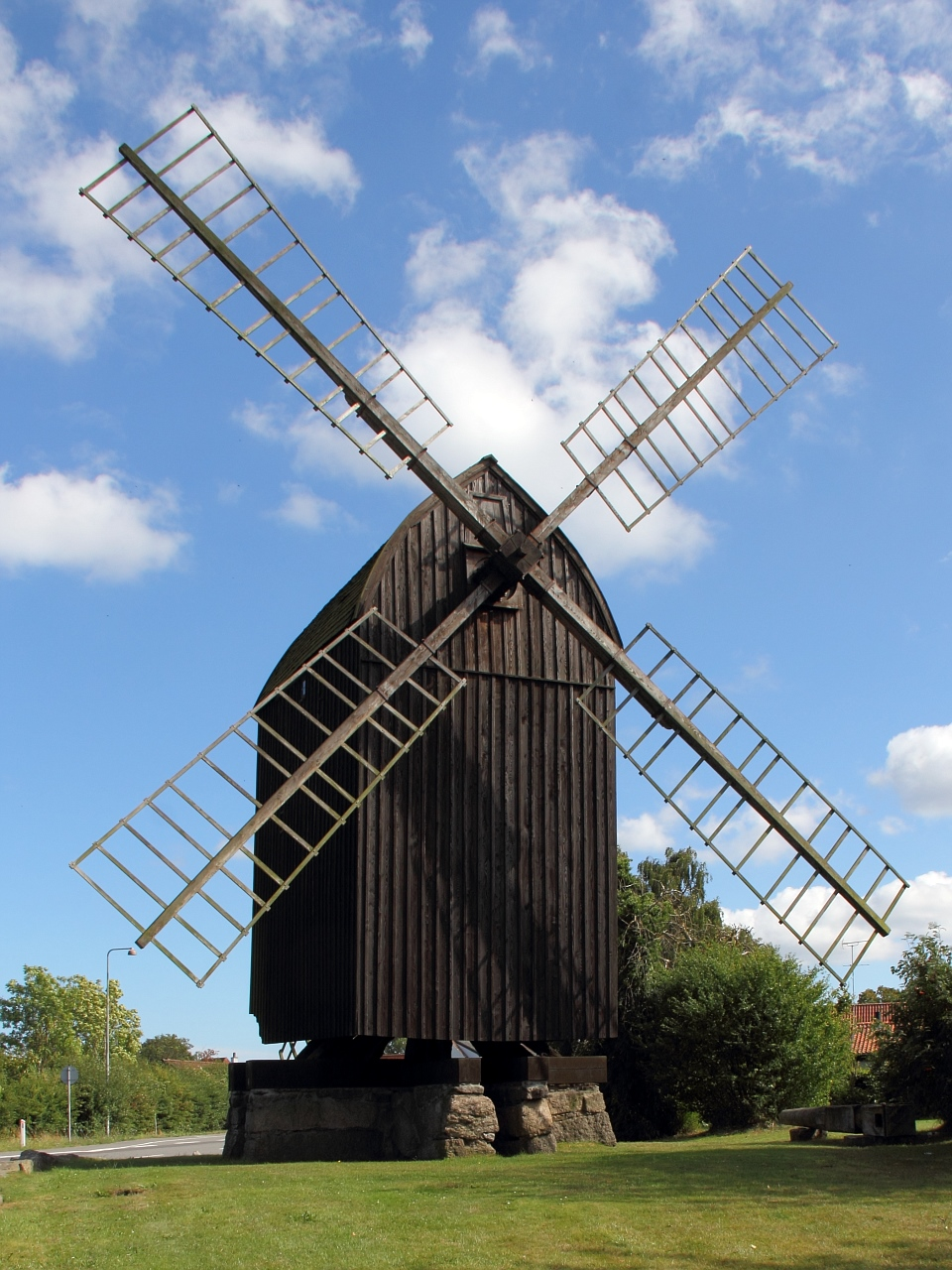
Bechs Mølle
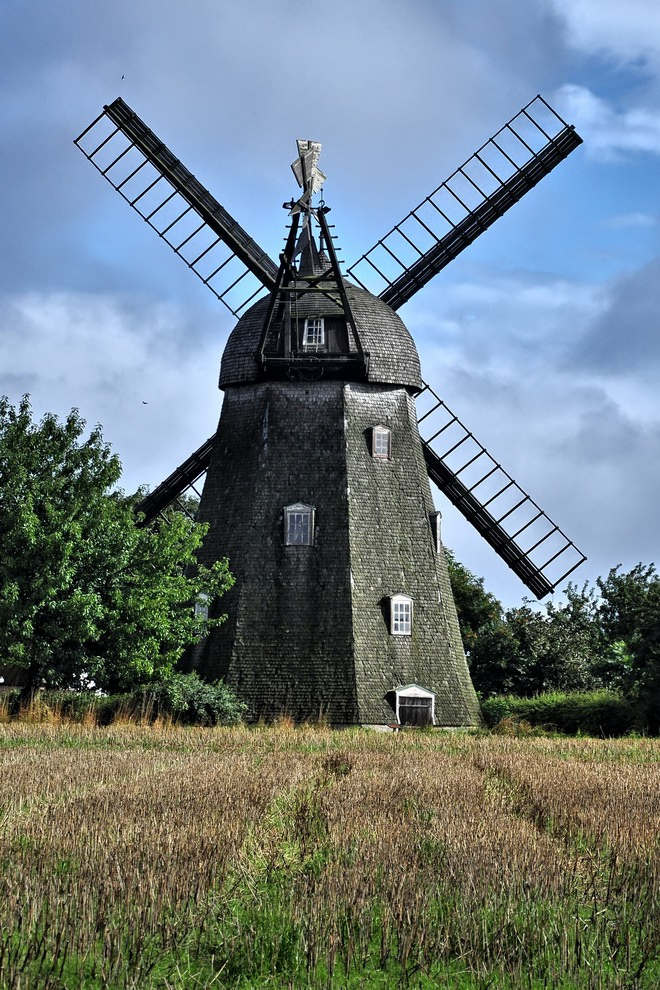
Svanemøllen
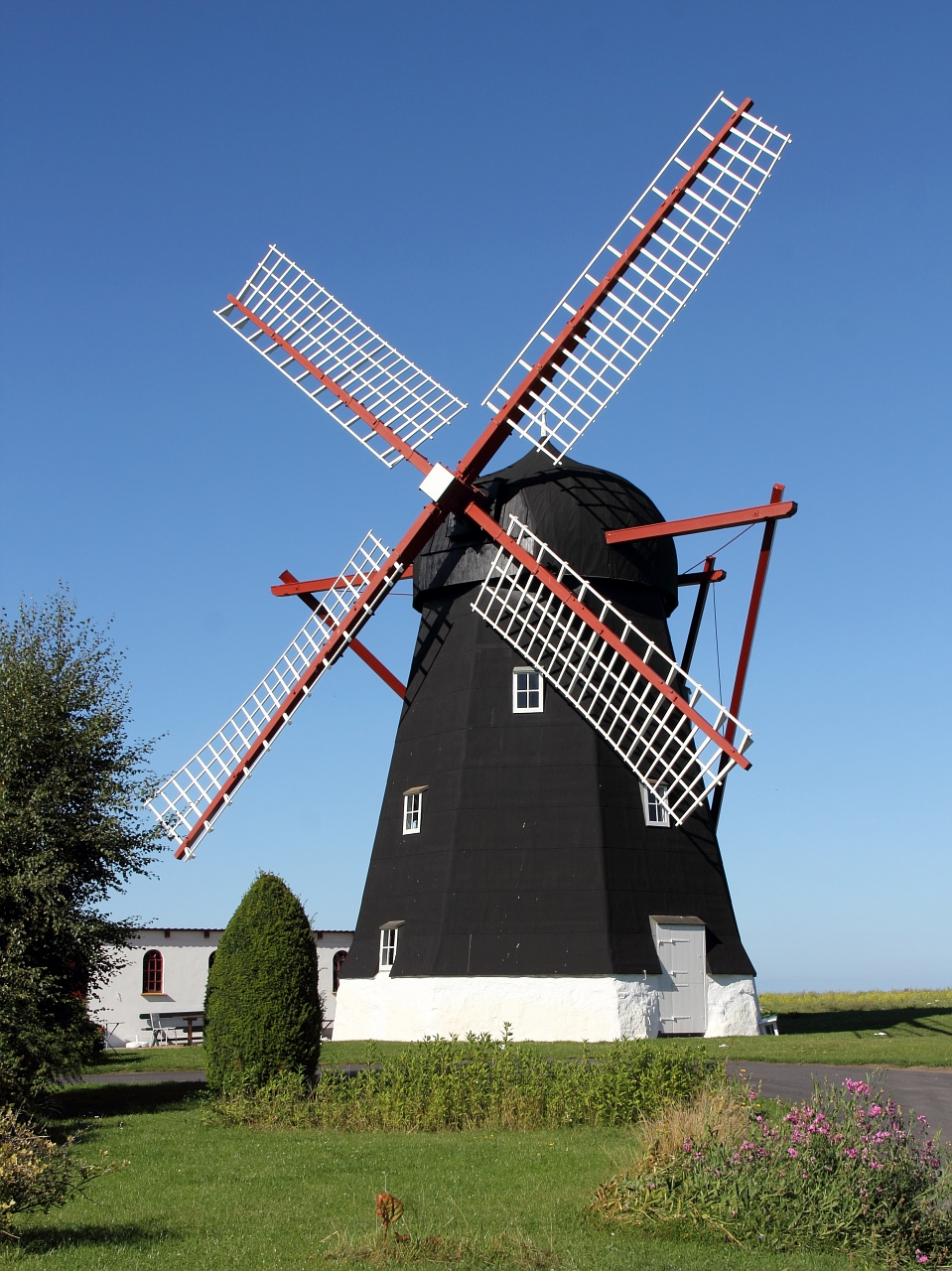
Kuremølle

## Entwicklung der Bevölkerung und Berufsgruppen
Die Bevölkerungsentwicklung von Svaneke wurde 1770 mit rund 600 Einwohnern erstmals erfasst. Bis 1890 wuchs die Einwohnerzahl auf ca. 1300 und fiel dann wieder stetig auf 1067 Einwohner (Stand 1. Januar 2012).
Entwicklung der Berufsgruppen in Svaneke in %:
| Berufsgruppe               | 1890  | 1960  | 1984  | 2002  |
| -------------------------- | ----- | ----- | ----- | ----- |
| Landwirtschaft & Fischerei | 22 %  | 14 %  | 22 %  | 13 %  |
| Handwerk & Industrie       | 34 %  | 27 %  | 26 %  | 26 %  |
| Handel & Transport         | 20 %  | 37 %  | 20 %  | 20 %  |
| Administration & Service   | 6 %   | 20 %  | 31 %  | 40 %  |
| Andere                     | 18 %  | 2 %   | 1 %   | 1 %   |
| Summe                      | 100 % | 100 % | 100 % | 100 % |